# Papa Urban al VI-lea
Papa Urban al VI-lea (născut Bartolomeo Prignano), (n. 1318, Napoli, Regatul Neapolelui – d. 15 octombrie 1389, Roma, Statele Papale) a fost un papă al Romei între 8 aprilie 1378–15 octombrie 1389. În timpul pontificatului său a avut loc Schisma Apuseană, un eveniment ce a împărțit politica Bisericii Romano-Catolice în două centre rivale, unul la Roma, și altul la Avignon, în Franța, între anii 1378-1417.